# Peltosaari (ö i Lappland, Rovaniemi, lat 66,20, long 26,21)
Peltosaari är en ö i Finland. Den ligger i sjön Saarijärvi och i kommunen Rovaniemi i den ekonomiska regionen  Rovaniemi ekonomiska region  och landskapet Lappland, i den norra delen av landet, 700 km norr om huvudstaden Helsingfors. Öns area är 0,3 hektar och dess största längd är 70 meter i öst-västlig riktning.